# Homalia apiculata
Homalia apiculata là một loài Rêu trong họ Neckeraceae. Loài này được Dozy & Molk. ex Sande Lac. miêu tả khoa học đầu tiên năm 1866.